# Úrania
Úrania (latinsky Urania, doslova „Nebešťanka“) je v řecké mytologii dcera nejvyššího boha Dia a bohyně paměti Mnémosyné. Jde o Múzu hvězdářství. Úrania bývá zobrazována s kružítkem v jedné a později také s globem v druhé ruce. V dobách, kdy se rodily řecké mýty. Úrania je Múzou hvězdářství, ale také počtářství, oba tyto obory byly ve své době uměním.
Některé verze uvádějí, že s bohem Apollónem zplodila syna Lalema, který byl pěvcem žalostných písní (elegií). Údajně ho vlastní otec zabil ze žárlivosti na jeho umění. Podle jiných bájí byl jejím synem Hyakinthos, ale také se uvádí jako jeho matka Múza Terpsichoré nebo Kalliopé.

## Odraz v umění
- Pozoruhodné sochy Uranie jsou v římské Ville Borghese, v neapolském Národním muzeu a ve Státních muzeích v Berlíně.